# Fontenay-le-Vicomte
Pour les articles homonymes, voir Fontenay.
Fontenay-le-Vicomte (prononcé [fɔ̃t̪ǝnɛ lǝ vikɔ̃t̪] ) est une commune française située à trente-cinq kilomètres au sud-est de Paris dans le département de l'Essonne en région Île-de-France.
Ses habitants sont appelés les Fontenois.

## Géographie

### Situation

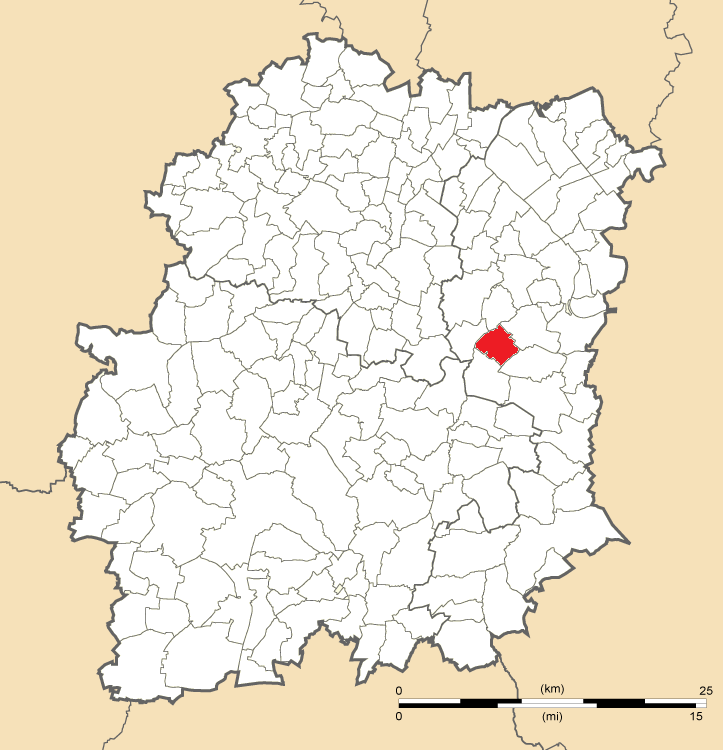
Position de Fontenay-le-Vicomte en Essonne.

Fontenay-le-Vicomte est située à trente-cinq kilomètres au sud-est de Paris-Notre-Dame, point zéro des routes de France, dix kilomètres au sud-ouest d'Évry, huit kilomètres au nord-est de La Ferté-Alais, neuf kilomètres au sud-ouest de Corbeil-Essonnes, douze kilomètres au sud-est d'Arpajon, quatorze kilomètres au sud-est de Montlhéry, dix-sept kilomètres au nord-ouest de Milly-la-Forêt, vingt-deux kilomètres au sud-est de Palaiseau, vingt-deux kilomètres au nord-est d'Étampes, vingt-neuf kilomètres à l'est de Dourdan.

### Hydrographie
La rivière l'Essonne et ses marais délimitent au nord-ouest le territoire de la commune.

### Relief et géologie
Le point le plus bas de la commune est situé à quarante-six mètres d'altitude et le point culminant à quatre-vingt-quatre mètres.

### Communes limitrophes
|               | Écharcon                | Mennecy   |
| Vert-le-Petit | Fontenay-le-Vicomte     |           |
|               | Ballancourt-sur-Essonne | Chevannes |

### Voies de communication et transports
La commune est desservie par les lignes 4307, 4324, 4325 et 4326 du réseau de bus Essonne Sud Est.

### Climat
Pour des articles plus généraux, voir Climat de l'Île-de-France et Climat de l'Essonne.
En 2010, le climat de la commune est de type climat océanique dégradé des plaines du Centre et du Nord, selon une étude du CNRS s'appuyant sur une série de données couvrant la période 1971-2000. En 2020, Météo-France publie une typologie des climats de la France métropolitaine dans laquelle la commune est exposée à un climat océanique altéré et est dans la région climatique Sud-ouest du bassin Parisien, caractérisée par une faible pluviométrie, notamment au printemps (120 à 150 mm) et un hiver froid (3,5 °C). 
Pour la période 1971-2000, la température annuelle moyenne est de 11,2 °C, avec une amplitude thermique annuelle de 15,4 °C. Le cumul annuel moyen de précipitations est de 662 mm, avec 10,8 jours de précipitations en janvier et 7,7 jours en juillet. Pour la période 1991-2020, la température moyenne annuelle observée sur la station météorologique la plus proche, située sur la commune de Nainville-les-Roches à 8 km à vol d'oiseau, est de 11,5 °C et le cumul annuel moyen de précipitations est de 702,3 mm,. Pour l'avenir, les paramètres climatiques de la commune estimés pour 2050 selon différents scénarios d'émission de gaz à effet de serre sont consultables sur un site dédié publié par Météo-France en novembre 2022.

## Urbanisme

### Typologie
Au 1er janvier 2024, Fontenay-le-Vicomte est catégorisée ceinture urbaine, selon la nouvelle grille communale de densité à sept niveaux définie par l'Insee en 2022.
Elle appartient à l'unité urbaine de Paris, une agglomération inter-départementale regroupant 407  communes, dont elle est une commune de la banlieue,,. Par ailleurs la commune fait partie de l'aire d'attraction de Paris, dont elle est une commune de la couronne,. Cette aire regroupe 1 929 communes,.

### Occupation des solssimplifiée
Le territoire de la commune se compose en 2017 de 87,32 % d'espaces agricoles, forestiers et naturels, 4,03 % d'espaces ouverts artificialisés et 8,65 % d'espaces construits artificialisés.

## Toponymie
Le lieu était appelé Fontanedum (« fontaines » en latin) en 829. Le suffixe vice comitis (« du vicomte » en latin) a été ajouté au début du XIIIe siècle pour évoquer le rattachement de la seigneurie de Fontenay à la vicomté de Corbeil, pour former finalement le nom de Fontanetum Vice Comitis (Fontenay-le-Vicomte). Le nom Fontanetum Vice Comitis est attesté dans un écrit de 1286.
Durant la Révolution, la commune fut créée en 1793 sous le nom de Fontenay-sur-Seine, le nom actuel fut introduit en 1801 par le Bulletin des lois.

## Histoire
Selon l'abbé Lebeuf, Fontenay-le-Vicomte est citée pour la première fois en 829, dans un acte d'échange de l'abbaye de Saint-Denis. Comme tous les sites de ce nom, il fait référence aux sources ou "fontaines" qui l'alimentaient. Le surnom de "vicomte apparut lorsque, sous Hugues Capet, le comte de Corbeil institua là un vicomte pour le représenter et érigea la terre en seigneurie. Le site est occupé dès la Préhistoire comme l'atteste un crâne de jeune femme trouvé au début du XXe siècle dans les marais de Fontenay et envoyé en 1908 au Muséum d'histoire naturelle.
Durant l'Antiquité, au lieu-dit la Remise de la Baste, sur le plateau de Fontenay, un habitat rural existait, découvert en 1966. Un castellum fut érigé au IVe siècle à la limite du plateau, dominant l'Essonne. Il constituait un poste de surveillance de la rivière et de la route, à la frontière entre Parisis et Sénons.
Au Moyen Âge, le site relevait du seigneur de Corbeil et de la censive des abbés séculiers de Saint-Spire de Corbeil.
Au fil du temps, il se morcela en différents fiefs : le fief de la tour Pancrace, le fief Saucel-Bernard, le fief de la Gode, le fief Destouches et le fief de la Salle aux Payens.Au XVIIe, ne subsistaient plus que les deux derniers.Depuis le XVe siècle, le fief de La Salle aux Payens fut la propriété de la célèbre famille d'avocats parisiens Versoris.
À partir de 1580, Fontenay-le-Vicomte passe, avec Villeroy et Mennecy, dans le giron de Nicolas de Neufville, ministre des rois Charles IX à Louis XIII et gouverneur de Corbeil, qui forme ainsi le duché de Villeroy.
Au milieu du XVIIIe, le fief de La Salle aux Payens est acquis par Etienne Maynon d'Invault, fameux conseiller du roi au Parlement de Paris.À la fin du siècle, ce fief et celui de Dunoyer fusionnent pour constituer le domaine de Fontenay-le-Vicomte et devient la propriété des La Tour-Maubourg après le mariage de Marie-Charlotte Dunoyer avec Marie-Charles-César de Fay, marquis de La Tour Maubourg en 1777. Le château Dunoyer, érigé au XVIIe devient celui de Fontenay-le Vicomte, remanié et augmenté au XVIIIe.
Le domaine passe de mains en mains au XIXe siècle. Il est la propriété du marquis Pierre-Charles-Thierry de La Prévalaye, maire du village de 1808 à 1838.L'exploitation de la tourbe des marais assure des revenus non négligeables. En 1866, la création d'un canal au lieu-dit le Pré aux Moines est approuvé pour en faciliter l'exploitation. Ceci permet à la famille de La Prévalaye de procéder à la reconstruction du château dans les années 1850.
Le début des années 1860 est marqué par le tracé de la voie ferrée Paris - Lyon, dite du Bourbonnais, future PLM. Passé aux mains de la famille Menche de Loisne par héritage en 1927, le domaine fut cédé en 1989 à une société irlandaise Barnpark Limited en vue de la création d'un hôtel-restaurant et d'un golf. Le projet est contrarié par le classement en zone sensible de la zone humide en octobre 1990. Face à l'enlisement de son projet immobilier, la société irlandaise céda le domaine au conseil général de l'Essonne en 1998.Depuis les années 2000, le site de Fontenay-le-Vicomte fait partie des zones naturelles sensibles de la vallée de l'Essonne en raison de la qualité de sa flore et de sa faune. 
La commune entra dans l'actualité française à compter  du 29 octobre 1965 lors de l'enlèvement à Paris et de l'assassinat de l'opposant marocain Mehdi Ben Barka qui aurait eu lieu sur la commune, effectué par des membres des services secrets marocains. 

## Politique et administration

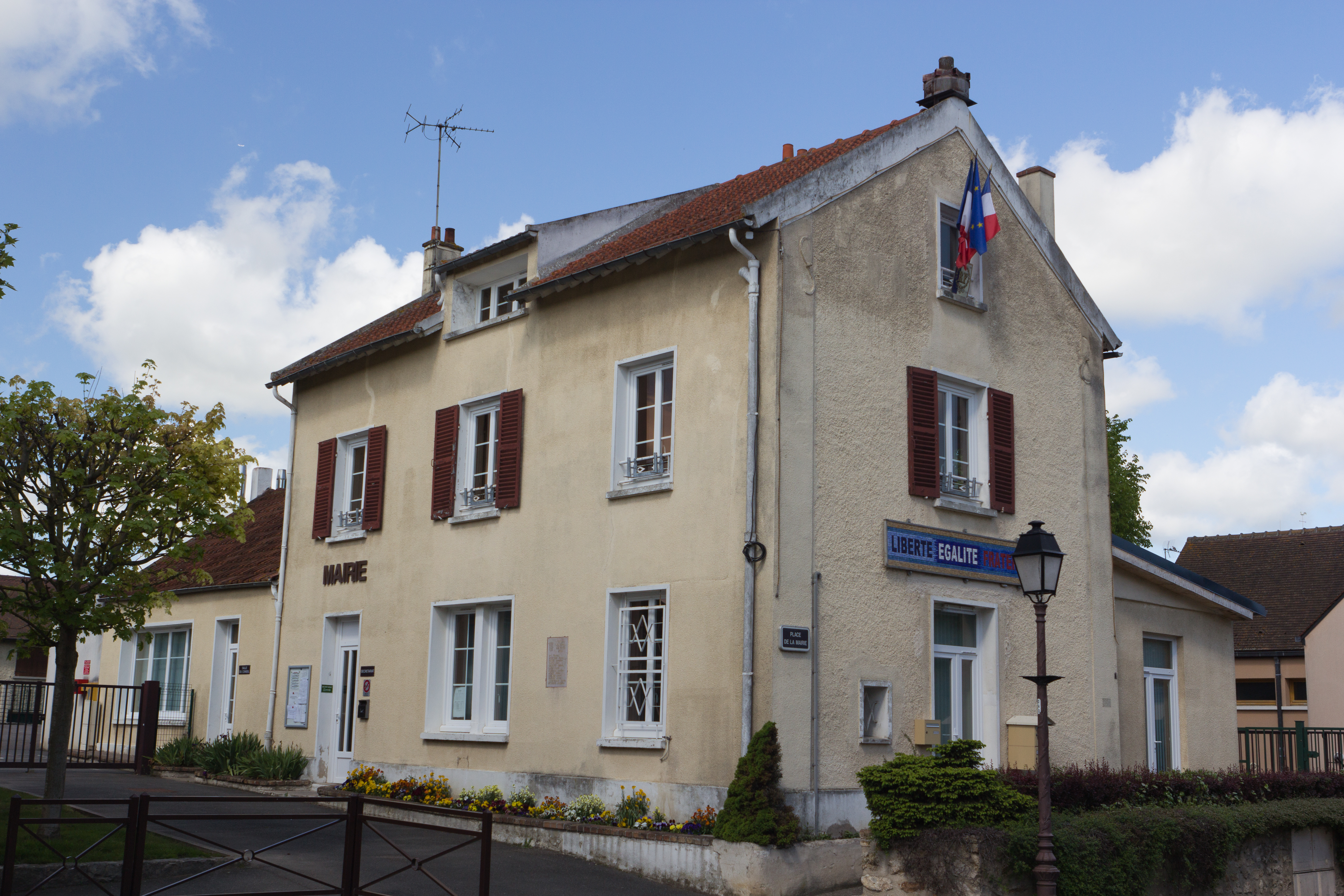
La mairie.

### Politique locale
Fontenay-le-Vicomte est rattachée au canton de Mennecy, à l'arrondissement d’Évry et à la deuxième circonscription de l'Essonne.
Fontenay-le-Vicomte est enregistrée au répertoire des entreprises sous le code SIREN 219 102 449. Son activité est enregistrée sous le code APE 8411Z.

### Tendances et résultats politiques
Élections présidentielles, résultats des deuxièmes tours :
- Élection présidentielle de 2002 : 83,86 % pour Jacques Chirac (RPR), 16,14 % pour Jean-Marie Le Pen (FN), 90,43 % de participation[33].
- Élection présidentielle de 2007 : 57,59 % pour Nicolas Sarkozy (UMP), 42,41 % pour Ségolène Royal (PS), 91,63 % de participation[34].
- Élection présidentielle de 2012 : 53,01 % pour Nicolas Sarkozy (UMP), 46,99 % pour François Hollande (PS), 89,22 % de participation[35].

Élections législatives, résultats des deuxièmes tours :
- Élections législatives de 2002 : 65,19 % pour Franck Marlin (UMP), 34,81 % pour Gérard Lefranc (PCF), 67,69 % de participation[36].
- Élections législatives de 2007 : 52,52 % pour Franck Marlin (UMP) élu au premier tour, 15,13 % pour Marie-Agnès Labarre (PS), 63,79 % de participation[37].
- Élections législatives de 2012 : 57,29 % pour Franck Marlin (UMP), 42,71 % pour Béatrice Pèrié (PS), 61,24 % de participation[38].

Élections européennes, résultats des deux meilleurs scores :
- Élections européennes de 2004 : 21,01 % pour Patrick Gaubert (UMP), 15,94 % pour Harlem Désir (PS), 46,86 % de participation[39].
- Élections européennes de 2009 : 33,92 % pour Michel Barnier (UMP), 19,76 % pour Daniel Cohn-Bendit (Les Verts), 44,50 % de participation[40].
- Élections européennes de 2014 : 30,93 % pour Aymeric Chauprade (FN), 21,65 % pour Alain Lamassoure (UMP), 44,98 % de participation[41].

Élections régionales, résultats des deux meilleurs scores :
- Élections régionales de 2004 : 42,92 % pour Jean-François Copé (UMP), 42,46 % pour Jean-Paul Huchon (PS), 73,06 % de participation[42].
- Élections régionales de 2010 : 53,68 % pour Jean-Paul Huchon (PS), 46,32 % pour Valérie Pécresse (UMP), 51,85 % de participation[43].

Élections cantonales, résultats des deuxièmes tours :
- Élections cantonales de 2001 : données manquantes.
- Élections cantonales de 2008 : 63,10 % pour Patrick Imbert (UMP), 36,90 % pour Christian Richomme (PS), 51,72 % de participation[44].

Élections municipales, résultats des deuxièmes tours :
- Élections municipales de 2001 : données manquantes.
- Élections municipales de 2008 : 410 voix pour Jean-Luc Gouarin (?), 407 voix pour Daniel Corre (?) et Patrick Baldy (?), 73,95 % de participation[45].

Référendums :
- Référendum de 2000 relatif au quinquennat présidentiel : 75,71 % pour le Oui, 24,29 % pour le Non, 41,48 % de participation[46].
- Référendum de 2005 relatif au traité établissant une Constitution pour l'Europe : 52,18 % pour le Non, 47,82 % pour le Oui, 79,97 % de participation[47].

## Population et société

### Démographie

#### Évolution démographique
L'évolution du nombre d'habitants est connue à travers les recensements de la population effectués dans la commune depuis 1793. Pour les communes de moins de 10 000 habitants, une enquête de recensement portant sur toute la population est réalisée tous les cinq ans, les populations de référence des années intermédiaires étant quant à elles estimées par interpolation ou extrapolation. Pour la commune, le premier recensement exhaustif entrant dans le cadre du nouveau dispositif a été réalisé en 2006.

En 2022, la commune comptait 1 563 habitants, en évolution de +28,75 % par rapport à 2016 (Essonne : +2,89 %, France hors Mayotte : +2,11 %).
| 1793 | 1800 | 1806 | 1821 | 1831 | 1836 | 1841 | 1846 | 1851 |
| ---- | ---- | ---- | ---- | ---- | ---- | ---- | ---- | ---- |
| 250  | 286  | 255  | 276  | 297  | 312  | 317  | 284  | 299  |

| 1856 | 1861 | 1866 | 1872 | 1876 | 1881 | 1886 | 1891 | 1896 |
| ---- | ---- | ---- | ---- | ---- | ---- | ---- | ---- | ---- |
| 316  | 333  | 370  | 311  | 314  | 263  | 248  | 278  | 280  |

| 1901 | 1906 | 1911 | 1921 | 1926 | 1931 | 1936 | 1946 | 1954 |
| ---- | ---- | ---- | ---- | ---- | ---- | ---- | ---- | ---- |
| 344  | 323  | 317  | 286  | 307  | 311  | 297  | 296  | 342  |

| 1962 | 1968 | 1975 | 1982 | 1990 | 1999 | 2006  | 2011  | 2016  |
| ---- | ---- | ---- | ---- | ---- | ---- | ----- | ----- | ----- |
| 354  | 326  | 437  | 635  | 744  | 884  | 1 221 | 1 282 | 1 214 |

| 2021  | 2022  | - | - | - | - | - | - | - |
| ----- | ----- | - | - | - | - | - | - | - |
| 1 564 | 1 563 | - | - | - | - | - | - | - |

#### Pyramide des âges
En 2018, le taux de personnes d'un âge inférieur à 30 ans s'élève à 39,2 %, soit en dessous de la moyenne départementale (39,9 %). De même, le taux de personnes d'âge supérieur à 60 ans est de 16,4 % la même année, alors qu'il est de 20,1 % au niveau départemental.
En 2018, la commune comptait 787 hommes pour 774 femmes, soit un taux de 50,42 % d'hommes, légèrement supérieur au taux départemental (48,98 %).
Les pyramides des âges de la commune et du département s'établissent comme suit.
| Hommes | Classe d’âge | Femmes |
| ------ | ------------ | ------ |
| 0,0    | 90 ou +      | 0,0    |
| 3,8    | 75-89 ans    | 5,4    |
| 12,2   | 60-74 ans    | 11,4   |
| 26,6   | 45-59 ans    | 26,0   |
| 15,5   | 30-44 ans    | 20,7   |
| 22,1   | 15-29 ans    | 18,9   |
| 19,8   | 0-14 ans     | 17,5   |

| Hommes | Classe d’âge | Femmes |
| ------ | ------------ | ------ |
| 0,5    | 90 ou +      | 1,4    |
| 5,4    | 75-89 ans    | 7,2    |
| 12,9   | 60-74 ans    | 13,9   |
| 20     | 45-59 ans    | 19,4   |
| 19,9   | 30-44 ans    | 20,1   |
| 20     | 15-29 ans    | 18,2   |
| 21,3   | 0-14 ans     | 19,8   |

### Enseignement
Les élèves de Fontenay-le-Vicomte sont rattachés à l'académie de Versailles. Elle dispose sur son territoire d'une école primaire publique.

### Lieux de culte

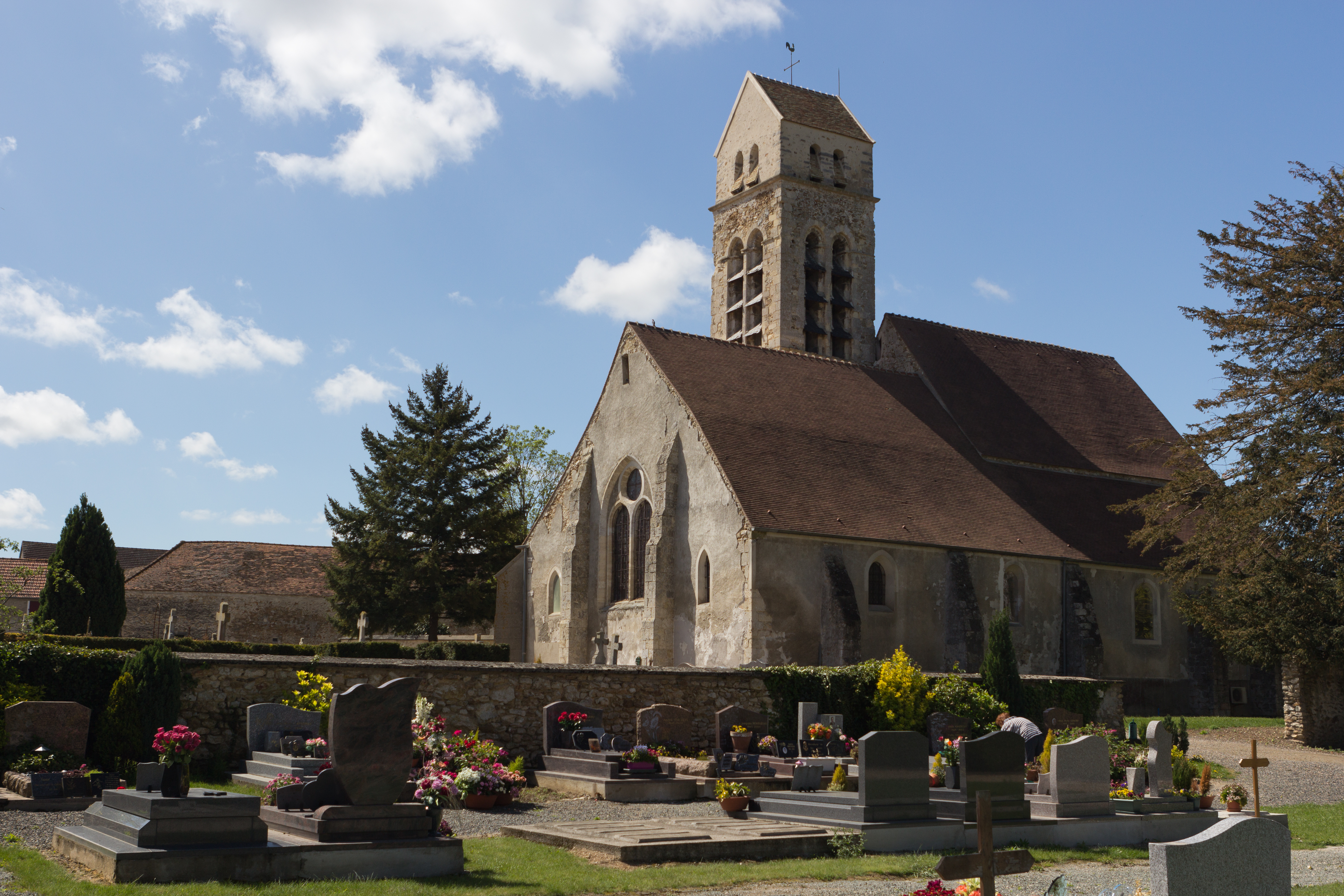
L'église Saint-Rémy.

La paroisse catholique de Fontenay-le-Vicomte est rattachée au secteur pastoral de La Ferté-Alais-Val d'Essonne et au diocèse d'Évry-Corbeil-Essonnes. Elle dispose de l'église Saint-Rémy.

### Médias
L'hebdomadaire Le Républicain relate les informations locales. La commune est en outre dans le bassin d'émission des chaînes de télévision France 3 Paris Île-de-France Centre, IDF1 et Téléssonne intégré à Télif.

## Économie

### Emplois, revenus et niveau de vie en 2006
En 2006, le revenu fiscal médian par ménage était de 22 540 €, ce qui plaçait la commune au 1 144e rang parmi les 30 687 communes de plus de cinquante ménages que compte le pays et au cent sixième rang départemental.
| Répartition des emplois par catégories socioprofessionnelles en 2006. |              |                                           |                                                   |                            |                          |                           |
|                                                                       | Agriculteurs | Artisans, commerçants, chefs d’entreprise | Cadres et professions intellectuelles supérieures | Professions intermédiaires | Employés                 | Ouvriers                  |
| Fontenay-le-Vicomte                                                   | -            | -                                         | -                                                 | -                          | -                        | -                         |
| Zone d’emploi d’Évry                                                  | 0,3 %        | 4,0 %                                     | 20,2 %                                            | 29,6 %                     | 28,2 %                   | 17,7 %                    |
| Moyenne nationale                                                     | 2,2 %        | 6,0 %                                     | 15,4 %                                            | 24,6 %                     | 28,7 %                   | 23,2 %                    |
| Répartition des emplois par secteurs d’activités en 2006.             |              |                                           |                                                   |                            |                          |                           |
|                                                                       | Agriculture  | Industrie                                 | Construction                                      | Commerce                   | Services aux entreprises | Services aux particuliers |
| Fontenay-le-Vicomte                                                   | -            | -                                         | -                                                 | -                          | -                        | -                         |
| Zone d’emploi d’Évry                                                  | 0,9 %        | 13,5 %                                    | 5,4 %                                             | 14,6 %                     | 16,2 %                   | 6,9 %                     |
| Moyenne nationale                                                     | 3,5 %        | 15,2 %                                    | 6,4 %                                             | 13,3 %                     | 13,3 %                   | 7,6 %                     |
| Sources : Insee,                                                      |              |                                           |                                                   |                            |                          |                           |

## Culture locale et patrimoine

### Patrimoine environnemental
Les berges de l'Essonne, des champs et des bosquets boisés ont été recensés au titre des espaces naturels sensibles par le conseil départemental de l'Essonne.

### Patrimoine architectural
- L'église Saint-Rémi a été inscrite aux monuments historiques le 17 février 1950[60].
- Le château de Fontenay, ancienne bâtisse XVIIe-XVIIIe, reconstruit au XIXe siècle.

### Personnalités liées à la commune
Différents personnages publics sont nés, décédés ou ont vécu à Fontenay-le-Vicomte :
- Pierre de Versoris (1528-1588), avocat au Parlement de Paris en fut le seigneur ;
- Nicolas IV de Neufville de Villeroy (1542-1617), aristocrate et homme politique en fut le seigneur ;
- Joseph Louis Andlauer (1869-1956), général français, y est né ;
- Mehdi Ben Barka (1920-1965), homme politique marocain, y a disparu.

### Héraldique
| Blason de Fontenay-le-Vicomte | Blason  | D'azur, écartelé par deux traits d'argent : au premier à trois poissons mal ordonnés, au deuxième à deux épis tigés et feuillés posés en chevron renversé, au troisième à une tête de cheval, au quatrième à une quintefeuille, tous d'argent,. |
| Blason de Fontenay-le-Vicomte | Détails | |

### Fontenay-le-Vicomte dans les arts et la culture
- Fontenay-le-Vicomte a servi de lieu de tournage au film J'ai vu tuer Ben Barka de Serge Le Péron sorti en 2005[62],[63].